# Kindsheidsevangelie van Thomas
Het Kindheidsevangelie van Thomas is een pseudepigraaf waarvan men aanneemt dat het halverwege de tweede eeuw geschreven werd. Kerkvader Irenaeus noemt in zijn Adversus Haereses 1.20.1 (ca. 185 n.Chr.) enkele verhalen die overeenkomen met verhalen uit het Kindheidsevangelie, maar hij noemt de bron niet. De oudst overgeleverde versie stamt uit de 6e eeuw en betreft een korte versie in het Syrisch.
Het Kindheidsevangelie van Thomas gaat voor een groot deel over de jeugd van Jezus Christus. In een van de verhalen wordt bijvoorbeeld verteld dat de jonge Jezus vogels van klei maakt en ze op de sjabbat tot leven wekt. In een ander gaat het over een wrede kant van Christus, waarbij hij een vriendje van het dak duwt om hem vervolgens weer tot leven te wekken. In een derde wordt hij boos op een klant van zijn vader Jozef van Nazareth, die kritiek op hem heeft, en maakt hem blind.
In het vervolg van het boek verandert Jezus van een op anderen neerkijkende kwajongen in een goedaardig kind dat zijn vaardigheden gebruikt om mensen te helpen. Wanneer zijn vader bijvoorbeeld een plank hout te kort afzaagt, zorgt Jezus dat de plank toch de goede afmetingen krijgt.
Sommige legenden uit het Kindheidsevangelie, zoals die over de kleivogeltjes die de kleine Jezus liet vliegen, komen ook voor in de Koran (Soera 3:49; 5:110).
Ze houden mogelijk verband met de verspreiding van de Syrische versie van de tekst onder de Nestorianen op het Arabisch Schiereiland. In de wetenschappelijke literatuur wordt aangenomen dat de contacten die Mohammed met christenen heeft gehad via de Nestorianen moeten zijn gelopen. Deze vormden toen nog een dominerende stroming in de oosterse kerk.